# Перлистик
Перли́стик (Hypargos) — рід горобцеподібних птахів родини астрильдових (Estrildidae). Представники цього роду мешкають в Африці на південь від Сахари. Рід Hypargos є сестринським по відношенню до роду Краплик (Euschistospiza).

## Види
Виділяють два види:
- Перлистик червоноволий (Hypargos niveoguttatus)
- Перлистик рожевоволий (Hypargos margaritatus)